# Furia Sabinia Tranquillina
Furia Sabinia Tranquillina (geboorte- en sterfdatum onbekend) was Romeins keizerin (241-244) en echtgenote van Gordianus III. Zij was de dochter van Gaius Furius Sabinius Aquila Timesitheus, die door Gordianus III was aangesteld als prefect van de pretoriaanse garde in 241. Zij kreeg geen kinderen met Gordianus, die in 244 stierf.  Het verloop van haar verdere leven na zijn dood is onbekend.